# Yuan Xian
Dans ce nom chinois, le nom de famille, Yuan, précède le nom personnel.
Yuan Xian (原憲), né en 515 av. J.-C., est un philosophe chinois. Il fut l'un des principaux disciples de Confucius.
Il est également connu sous son prénom social Zisi (原憲), et comme le Yuan Si (原憲).
Les sources contemporaines indiquent qu'il était modeste et incorruptible, et se conformait strictement aux enseignements de Confucius, bien que vivant dans le dénuement le plus total.

## Biographie
Yuan Xian est né en 515 avant J.-C., et a donc 36 ans de moins que Confucius,,. Son origine est incertaine. Le Kongzi Jiayu dit qu'il était natif de l'État de Song, mais selon le confucianiste de la dynastie Han Zheng Xuan, il était originaire de l'État de Lu,.
Yuan Xian était le chef de la maisonnée de Confucius, quand celui-ci exerçait la fonction de Ministre de la Justice de Lu. Après la mort de son maître, Yuan Xian partit dans l'État de Wei, où il a vécu reclus et dans la pauvreté.
Le Zhuangzi et les Mémoires du Grand Historien (Shiji) rapportent tous deux une conversation entre le Yuan Xian et Duanmu Ci (Zigong), un autre disciple majeur de Confucius. Zigong, qui a servi en tant que haut fonctionnaire et était un riche marchand, est allé rencontrer Yuan Xian dans son village. Selon ces textes, Yuan vivait dans une petite cabane avec un toit de chaume, à laquelle on accède par des ruelles trop étroites pour un char. Zigong témoigna sa pitié pour Yuan vivant dans une telle misère, mais Yuan Xian rétorqua qu'il était capable de mettre le Tao en pratique, et que la pauvreté n'équivaut pas à la détresse. Les chroniques ont rapporté que, pour le reste de sa vie, Zigong eut honte d'avoir tenu ces paroles,.

## Culte
Dans les temples confucéens, la tablette ancestrale de Yuan Xian est placée dans la cour extérieure, après celle des Quatre Assesseurs et des Douze Philosophes.
Au cours de la dynastie des Tang, l'Empereur Xuanzong accorda à titre posthume le titre de Comte de Yuan (原伯) à Yuan Xian. Au cours de la dynastie des Song, il a également reçu le titre de Marquis de Rencheng (任城侯).